# Wildmoosalm (Chiemgauer Alpen)
Die Wildmoosalm (auch: Mairalm bzw. Moaralm) ist eine Alm in Inzell.
Der Name Wildmoosalm stammt von den moorigen Flächen im Almgebiet. Der Name Moaralm, unter dem auch die Ausflugsgaststätte auf der Alm vermarktet wird, geht auf die Besitzer zurück. Diese besitzen auch den Moarhof in Inzell. Als Moar wird in Oberbayern üblicherweise der größte Bauernhof des Dorfes bezeichnet, der Name Moaralm hat also nichts mit dem Moos (Moor) der Wildmoosalm zu tun.

## Bauten
Die Almhütte auf der Wildmoosalm, der sog. Maier-Kaser, wurde 1858 errichtet und nach einem schweren Brand im Jahre 1939 neu aufgebaut. Der 14 × 7 Meter große Bau ist im Grundgeschoss aus Bruchsteinen gemauert, das Obergeschoss ist in Blockbauweise ausgeführt. Eingänge befinden sich an der südlichen Giebelseite und an der Traufseite. Unter dem weiten Vordach des Südgiebels sind Bohlen ausgelegt, der Vouhaagl (der Vorhof der Almhütte) ist gekiest und als Gastgarten eingerichtet.

## Heutige Nutzung
Die Wildmoosalm ist bestoßen und von Mai bis Oktober bewirtet.

## Lage
Die Wildmoosalm befindet sich in den Chiemgauer Alpen auf dem Gebiet der Gemeinde Inzell. Die Alm liegt auf einer Höhe von 775 m ü. NN eingebettet zwischen Kienbergl und dem Rauschberg.
Anders als bei anderen Almen gestaltet sich der „Aufstieg“ auf die Wildmoosalm relativ einfach. Vom Wanderparkplatz im Inzeller Ortsteil Schmelz, der sich direkt an der B305 befindet, müssen auf eine Strecke gut 500 Metern lediglich 30 Höhenmeter überwunden werden. Vom Parkplatz im Ortsteil Zwing beträgt die Entfernung etwa zwei Kilometer bei etwa 50 Metern Höhendifferenz. Beide Wege führen über gut ausgebaute Forststraßen, die jedoch für den öffentlichen Straßenverkehr gesperrt sind. Das Befahren mit Mountainbikes ist jedoch gestattet.

## Sonstiges
In den 1950er Jahren befand sich östlich der Almhütte eine Skisprungschanze.